# Медхен Емік
Медхен Емік (англ. Mädchen Amick; нар. 12 грудня 1970) — американська акторка кіно та телебачення, кінорежисерка, кінопродюсерка та монтажерка.

## Життєпис
Медхен Емік народилася 12 грудня 1970 року в місті Спаркс, штат Невада. Батьки Джуді та Білл розлучилися, коли їй було 2,5 роки. Деякий час потому мати одружилася з музикантом. Під керівництвом вітчима Медхен почала вчитися грі на фортепіано, пізніше опанувала інші музичні інструменти: контрабас, скрипку і гітару. Навчалася акторської майстерності у Школі Роберта Макквіна в Ріно і займалася хореографією: степ, балет, джаз, сучасний танець.

## Кар'єра
У 1987 році 16-річна Емік переїхала в Лос-Анджелес, щоб зайнятися акторською кар'єрою. На початку працювала як модель і танцюристка у відеокліпах. У 1989 році виконала епізодичні ролі в телесеріалах «Зоряний шлях: Наступне покоління» і «Рятівники Малібу». Режисер Девід Лінч запросив її на роль офіціантки кафе Шеллі Джонсон в серіалі «Твін Пікс».
Знімалася у фільмах «Сновиди» (1992), «Секс, брехня, безумство» (1993), «Піти по-англійськи» (1995) «Вибуховий ефект» (1997), та серіалах «Нью-Йорк, Центральний парк» (1995—1996), «Острів фантазій» (1998—1999), «Дівчата Гілмор» (2002—2003), «Швидка допомога» (2004—2005), «Джої» (2005), «Фредді» (2005—2006), «Викрадений» (2006—2007), «Мій особистий ворог» (2008), «Сутичка» (2010), «Відьми Іст-Енду» (2013—2014), «Рівердейл» (2017—дотепер).

## Особисте життя
У 1992 році Медхен Емік одружилася з Девідом Алексісом, має двох дітей: Сильвестер та Міна Тобіас.

## Фільмографія

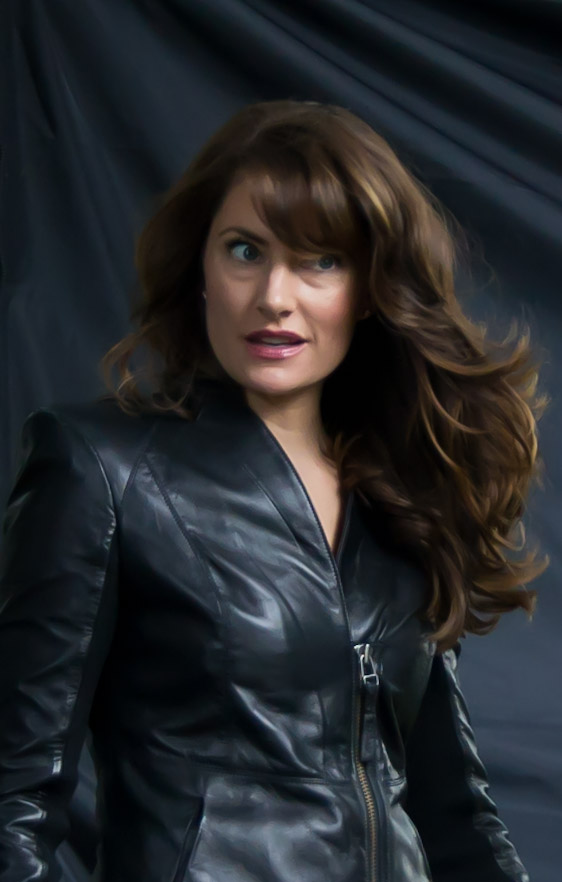
Медхен Емік у телесеріалі «Ясновидець»

| Рік       |    | Українська назва                       | Оригінальна назва                       | Роль                   |
| --------- | -- | -------------------------------------- | --------------------------------------- | ---------------------- |
| 1989      | с  | Зоряний шлях: Наступне покоління       | Star Trek: The Next Generation          | Аня                    |
| 1989      | с  | Рятівники Малібу                       | Baywatch                                | Лорі Гарріс            |
| 1990—1991 | с  | Твін Пікс                              | Twin Peaks                              | Шеллі Джонсон          |
| 1990      | тф | Великий секс-скандал по-американськи   | Jury Duty: The Comedy                   | міс Доддсворт          |
| 1990      | тф | Сьогодні ввечері я небезпечна          | I'm Dangerous Tonight                   | Емі                    |
| 1990      | ф  | Не говори їй, що це я                  | Don't Tell Her It's Me                  | Менді                  |
| 1991      | тф | У найперший раз                        | For the Very First Time                 | Ронда                  |
| 1991      | ф  | Іншопланетянин у чужому тілі           | The Borrower                            | Меган                  |
| 1992      | ф  | Сновиди                                | Sleepwalkers                            | Таня Робертсон         |
| 1992      | ф  | Твін Пікс: вогонь, іди зі мною         | Twin Peaks: Fire Walk with Me           | Шеллі Джонсон          |
| 1993      | ф  | Секс, брехня, безумство                | Dream Lover                             | Лена Матерс            |
| 1993      | ф  | Любов, зрада і крадіжка                | Love, Cheat & Steal                     | Лорен Гаррінгтон       |
| 1994      | ф  | Упіймані в раю                         | Trapped in Paradise                     | Сара Колінз            |
| 1995      | ф  | Піти по-англійськи                     | French Exit                             | Зіна                   |
| 1995      | тф | Внутрішній двір                        | The Courtyard                           | Лорен                  |
| 1995      | с  | Ідеальні злочини                       | Fallen Angels                           | місіс Колдер           |
| 1995—1996 | с  | Нью-Йорк, Центральний парк             | Central Park West                       | Керрі Фейрчайлд        |
| 1996      | ф  | Іронія долі                            | Twist of Fate                           | Рейчел Двайер          |
| 1997      | ф  | Рана                                   | Wounded                                 | Джулі Клейтон          |
| 1997      | ф  | Вибуховий ефект                        | Bombshell                               | Ангеліна               |
| 1997      | тф | Зле серце                              | Heartless                               | Енні О'Кіф             |
| 1998      | тф | Сезон полювання                        | The Hunted                              | Саманта Кларк          |
| 1998—1999 | с  | Острів фантазій                        | Fantasy Island                          | Аріель                 |
| 1999      | с  | Затока Доусона                         | Dawson's Creek                          | Ніколь Кеннеді         |
| 1999      | тф | Містер Рок-н-Ролл: Історія Алана Фріда | Mr. Rock 'n' Roll: The Alan Freed Story | Джекі Маккой           |
| 2000      | ф  | Список                                 | The List                                | Габріель Мітчелл       |
| 2001      | ф  | Обличчям до обличчя                    | Face to Face                            | Джеймі                 |
| 2001      | ф  | Сцени злочину                          | Scenes of the Crime                     | Кармен                 |
| 2001      | тф | Кат                                    | Hangman                                 | Грейс Мітчелл          |
| 2002      | тф | Щури                                   | The Rats                                | Сьюзен Костелло        |
| 2002      | ф  | Глобальна загроза                      | Global Effect                           | доктор Сера Левітт     |
| 2002—2003 | с  | Дівчата Гілмор                         | Gilmore Girls                           | Шеррі Тінсдейл         |
| 2003      | с  | Верховні королеви                      | Queens Supreme                          | Ліза Селінджер         |
| 2003      | с  | Щаслива картка                         | Wild Card                               | Крістал Стівенсон      |
| 2003      | с  | Ед                                     | Ed                                      | Селеста Ройс           |
| 2004—2005 | с  | Швидка допомога                        | ER                                      | Вендейлл Мед           |
| 2005—2006 | с  | Фредді                                 | Freddie                                 | Еллісон                |
| 2005      | тф | Убивчий обман                          | Lies and Deception                      | Джен Брукс             |
| 2005      | ф  | Чотири напрямки передмістя             | Four Corners of Suburbia                | Рейчел Самсон          |
| 2005      | с  | Джейк вчора, сьогодні, завтра          | Jake in Progress                        | Кайлі                  |
| 2005      | с  | Джої                                   | Joey                                    | Сара                   |
| 2006      | с  | Закон і порядок                        | Law & Order                             | Аліса Гудвін           |
| 2006—2007 | с  | Викрадений                             | Kidnapped                               | Вівіан Гутман          |
| 2007      | с  | Віва Лафлін                            | Viva Laughlin                           | Наталі Голден          |
| 2008      | с  | Акула                                  | Shark                                   | Джина Ромеро           |
| 2008      | с  | Пліткарка                              | Gossip Girl                             | герцогиня Кетрін Бітон |
| 2008      | с  | Секс і Каліфорнія                      | Californication                         | Джені Джонс            |
| 2008      | с  | Мій особистий ворог                    | My Own Worst Enemy                      | Анжеліка Спайві        |
| 2008      | тф | Вердикт                                | The Verdict                             | Крістіна               |
| 2009      | тф | Закон                                  | The Law                                 | Ліз                    |
| 2010      | тф | Молитви без відповідей                 | Unanswered Prayers                      | Ава Андерссон          |
| 2010      | тф | Визнання провини                       | Pleading Guilty                         | Бруші                  |
| 2010      | с  | Сутичка                                | Damages                                 | Даніель Маркетті       |
| 2010      | с  | Місце злочину: Нью-Йорк                | CSI: NY                                 | Обрі Гантер            |
| 2011      | с  | Білий комірець                         | White Collar                            | Селена Томас           |
| 2011      | ф  | Священик                               | Priest                                  | Шеннон Пейс            |
| 2011      | тф | Метро                                  | Metro                                   | Мері Маккарті          |
| 2012      | тф | Політикани                             | Political Animals                       | Мінді Мейерс           |
| 2012      | с  | Ясновидець                             | Psych                                   | Жаклін Медейрос        |
| 2012      | с  | У простому вигляді                     | In Plain Sight                          | Сьюзен Кемпбелл        |
| 2012      | с  | Божевільні                             | Mad Men                                 | Андреа Родос           |
| 2012      | с  | Двійник                                | Ringer                                  | Грір Шерідан           |
| 2012      | с  | До смерті красива                      | Drop Dead Diva                          | Джина Блант            |
| 2012      | с  | Красуня і чудовисько                   | Beauty and the Beast                    | Лоїс Вітворт           |
| 2013—2014 | с  | Лонгмайр                               | Longmire                                | Діна                   |
| 2013—2014 | с  | Відьми Іст-Енду                        | Witches of East End                     | Венді Б'ючемп          |
| 2015      | с  | Американська історія жаху: Готель      | American Horror Story: Hotel            | місіс Еллісон          |
| 2017      | с  | Твін Пікс: Повернення                  | Twin Peaks                              | Шеллі Джонсон          |
| 2017—2019 | с  | Рівердейл                              | Riverdale                               | Еліс Купер             |